# Землетрус у Туреччині (2011)
Руйнівний землетрус у південно-східній турецькій провінції Ван магнітудою 7,1, що стався 23 жовтня 2011 року о 13 годині 41 хвилину за місцевим часом за 16 км на північний схід від міста Вана. Гіпоцентр землетрусу знаходився на глибині 16 (19) км
За 7 хвилин після основного підземного поштовху стався перший афтершок від цього землетрусу магнітудою 4,9 за 26 км на північний захід від міста Вана на глибині 2 км. Другий афтершок даного землетрусу стався за 11 хвилин після основного магнітудою 4,8 балів, за 33 км на північний захід від міста Вана і на глибині 7 км.
Найпотужніший з афтершоків цього землетрусу магнітудою 6,0 балів стався 24 жовтня 2011 року о 20:45 (по UTC). 30 жовтня магнітуда чергового афтершоку склала 5,3.
Землетрус також чітко відчувався у Вірменії, зокрема у місті Єреван, де люди у паніці виходили з будинків від сильних поштовхів. Також порушено стільниковий зв'язок
9 листопада 2011 поштовхи повторилися. Епіцентр знаходився за 15 км від міста Ван. Результатом стало обвалення 25 будівель, понад 5 десятків осіб опинилося під завалами, є жертви Число жертв від підземних поштовхів 9 листопада сягла 30 осіб, серед жертв є журналісти.

## Наслідки
6017 будівель були визнані непридатними для проживання, постраждало 8321 домогосподарство. При середній чисельності населення домашніх господарств приблизно 7,6, це може означати, що принаймні 60 тисяч осіб залишилися без житла з пошкоджених будівель. Додатково, 5215 будівель були пошкоджені, але все ще придатні для житла. 30 жовтня турецькі рятувальники припинили рятувальну операцію.

## Жертви і постраждалі

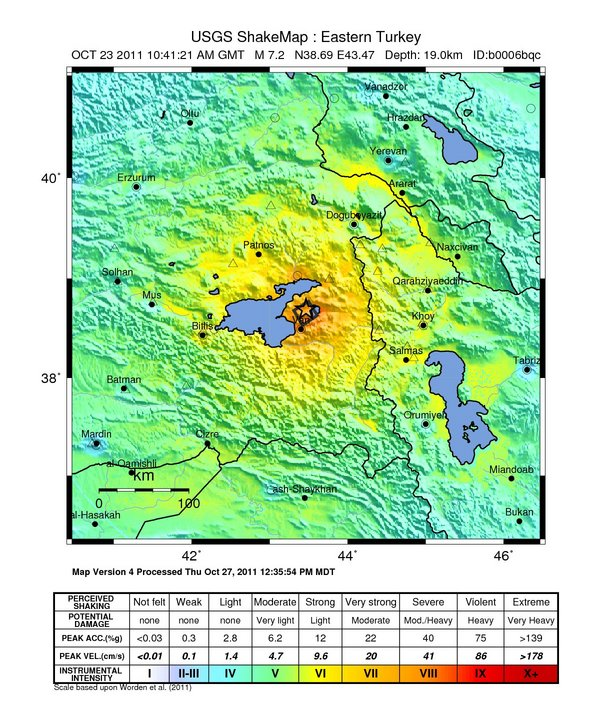

Щонайменше, 601 людина загинула, 4152 — були поранені, 188 осіб були витягнуті з-під завалів живими. Крім того, як повідомляє Associated Press з посиланням на турецьке телебачення, з в'язниці у провінції Ван, частково зруйнованої в результаті землетрусу, втекли близько 150 ув'язнених, проте 50 з них через деякий час повернулися назад.

## Міжнародна реакція
Президент Азербайджану Ільхам Алієв надіслав Президентові Туреччини Абдуллі Гюлю свої співчуття з приводу трагедії.
 Президент Вірменії Серж Саргсян направив співчуття президенту Туреччини Абдуллі Гюлю: 
|  | Зі скорботою дізнався про руйнування, жертв і людей, що лишилися під завалами, у результаті страшного землетрусу у Вані. Сумую про те, що трапилося, співчуваю Вам і повідомляю Вам, що спеціалізований підрозділ вірменських рятувальників готовий у стислі строки дістатися епіцентру і негайно приступити до рятувальних робіт |

 Президент Туркменістану Гурбангули Бердимухамедов висловив співчуття президенту Туреччини Абдуллі Гюлю: 
|  | Туркменістан готовий надати будь-яку допомогу сусідній Туреччині, у тому числі і матеріальну, бо братні туркменський і турецький народи пов'язані багатовіковим спільним, розділяючи і радість, і горе. |

Туреччина відмовилася від допомоги Ізраїлю, досі не прийняла допомогу від Росії та від США
26 жовтня Туреччина, констатуючи факт нестачі допомоги, таки попросила допомоги у Ізраїлю 

Загалом за повідомленнями Reuters допомогу запропонували Туреччині більш ніж 30 держав.

## Допомога
Через годину після землетрусу турецький Червоний Півмісяць  [Архівовано 27 січня 2016 у Wayback Machine.]. оголосив про направлення до зони катастрофи 1162 наметів (всього було направлено 13 000 наметів), 1000 обігрівачів, 4250 ковдр, 500 інших засобів першої медичної допомоги. Згодом, він надав тимчасове укриття для близно 40000 осіб, які потребували житла. За допомогою Червоного Півмісяця організовано харчування постраждалих.
Постраждалим було передано майже 60 000 ковдр від Національних товариств Червоного Хреста з Німеччини, Норвегії, Канади, Японії і Швейцарії; 3600 спальних мішків від Нідерландського Червоного Хреста; 3000 наметів від Канадського, Швейцарського, Німецького і Фінської товариств Червоного Хреста; Японський Червоний Хрест передав 3000 наборів інструментів; Швейцарський і Німецький Червоний Хрест передали 1300 обігрівачів. Допомога надійшла через кордон від Національних товариств Червоного Півмісяця Азербайджану та Ірану; Національні Товариства Червоного Хреста і Червоного Півмісяця Австрії, Азербайджану, Великої Британії, Угорщини, Німеччини, Канади, Катару, Китаю, Ірану, Ірландії, Іспанії, Мальти, Монтенегро, Нідерландів, Норвегії, Сербії, США, України, Хорватії, Швейцарії та Швеції оголосили кампанії зі збору коштів на допомогу Турецькому суспільству Червоного Півмісяця для надання допомоги 50000 постраждалих.
Рятувальна операція у Туреччині налічувала 3816 рятувальників, 886 медиків, 18 пошукових собак, 593 одиниці будівельної техніки та обладнання, 145 карет швидкої допомоги та 7 медичних вертольотів, 11 мобільних госпіталів, 33 одиниці генераторів, 75 прожекторів, 95 одиниць портативних туалетів, 18722 наметів, 84945 ковдр, 36 мобільних кухонь, 1545 спальних мішків. Тим не менш опозиційні сили критикують політику президента Ердогана щодо неприйняття міжнародної допомоги. Учасники масштабної рятувальної операції констатували, що їм не вистачало спеціального обладнання для порятунку людей, що залишилися під завалами зруйнованих будівель.
Першими допомогу Туреччині направив Азербайджан. Два літаки з Азербайджану з 145 рятувальниками з необхідним спорядженням і спеціально навченими собаками вилетіли до Вану увечері 23 жовтня, у неділю і в ніч на понеділок, туди ж були доставлені 250 наметів, 3000 ковдр, 2,7 тисячі спальних наборів, дві польові кухні та персонал обслуговування з 20 осіб. У понеділок, 24 жовтня, о 13:00 до Вану вилетів вже третій літак з Азербайджану: цього разу з 46 рятувальниками і з предметами першої необхідності для постраждалих від стихії. Азербайджанські рятувальники, як повідомляє офіційний сайт МНС Азербайджану, витягли з-під завалів трьох осіб, що вижили.
Увечері 27 жовтня літак МНС Вірменії вилетів до Туреччини, щоб доставити в постраждалі від землетрусу райони країни 40 тонн наметів, спальних мішків, навісів, ковдр і теплою Туреччина, нарешті, прийняла допомогу Вірменії.
Німеччина запропонувала допомогу Туреччині після землетрусу. Німецька партія зелених закликала міжнародне співтовариство надати швидку і «безбюрократичну» підтримку рятувальникам.
13 000 000 турецьких лір було направлено країною в рамках надання надзвичайної допомоги, трохи менше 5 мільйонів доларів США були пожертвувані в рамках благодійності, Японія направила 400 тисяч американських доларів, уряд Македонії надав 100 тисяч євро, а компанія «Кока-Кола» виділила мільйон американських доларів.
Розпорядженням Президента Туркменістану наказано як гуманітарну допомогу безоплатно передати Турецькій Республіці текстильні вироби та борошно.
Гуманітарна допомога не завжди доходить до районів лиха, оскыльки є здобиччю турецьких мародерів.

## Критика дії влади
У високогірному Вані ночами спостерігалися заморозки, і що люди, які залишилися під завалами і не дочекалися допомоги, вже вмирають від переохолодження. Тобто, Туреччина, а ще більше — постраждалі люди, потребують невідкладної допомоги. Але Анкара відмовляє власним громадянам у праві на життя.
Місцеві жителі обурені поведінкою військових, уряду та більшості державних структур, відповідальних за рятувальні операції і роботи з ліквідації наслідків стихійного лиха: за три дні, що минули з моменту землетрусу, єдиною допомогою, наданою постраждалим у цьому населеному пункті, розташованому на одній з основних трас, стали лише 60 наметів, наданих турецьким Червоним Півмісяцем. На думку місцевих жителів, подібна неспішна реакція частково продиктована національною ворожнечею.
«Нас ігнорують, тому що ми — курди, — стверджує 27-річний Фейзулла Їлдіз (Feyzullah Yildiz). — Уряд дбає лише про своїх. Ми голосуємо за прокурдську Партію миру і демократії (ПМД), ось нас і ігнорують».